# Alberto Vianelli
Alberto Giacomo Vianelli (Cava de' Tirreni, 1841 of 1847 – Napels, 1927) was een Italiaans kunstschilder die vooral werkzaam was in Parijs. 
Hij werkte in de academische traditie en werd het meest bekend door zijn schilderijen met interieurscènes. Hij nam deel aan de Parijse Salons van 1876 tot en met 1911 en aan tentoonstellingen in Venetië, Brussel en Londen.
Hij was de zoon van kunstschilder Achille Vianelli en de neef van Giacinto Gigante.

## Jeugd en afkomst
Alberto Vianelli werd geboren in Cava de' Tirreni in een schildersfamilie.
Zijn vader Achille Vianelli (Porto Maurizio, 1803 – Benevento, 1894) vertrok in 1819 naar Napels waar hij werkte op het Koninklijk Topografisch Bureau en bevriend geraakte met Giacinto Gigante, met wie hij samen studeerde bij Antonie Sminck Pitloo. Achille huwde de zus van Gigante, en in 1847 zag Alberto het levenslicht. 
In 1848 verhuisde Alberto Vianelli met zijn familie van Cava dei Tirreni naar de stad Benevento, waar zijn vader een eigen schilderschool oprichtte in het klooster van Santa Sofia.

## Opleiding
Vianelli was een leerling van zijn vader en zijn oom Giacinto Gigante. Beiden waren belangrijke vertegenwoordigers van de School van Posillipo, een groep landschapschilders die werkten in de open lucht. De Franse impressionisten maakten er pas later een gewoonte van om en plein air te schilderen. 
In 1875 verhuisde Alberto Vianelli naar Parijs om een opleiding “figuurschilderen” te volgen bij Jules Lefebvre en Gustave Boulanger aan de École des Beaux-Arts. Hij vestigde zich uiteindelijk permanent in Parijs en verkreeg in 1875 het Franse staatsburgerschap. 
In Parijs geraakte hij bevriend met andere Franse en Italiaanse schilders, onder wie Vittorio Matteo Corcos (1859-1933), die in Parijs verbleef tussen 1880 en 1886.

## Stijl en oeuvre
In navolging van zijn vader profileerde Alberto Vianelli zich in het begin van zijn loopbaan als schilder van landschapsschilderijen: de seine bij Moulineaux, Zwitserse en Franse landschappen en Italiaanse landschappen, zoals panoramische uitzichten op Vesuvius en de Golf van Napels. Het oeuvre van Vianelli omvat voornamelijk olieverfschilderijen en aquarelwerken. Net als zijn vader schilderde hij meestal en plein air.
Zijn contact met Lefebvre en Boulanger bracht hem dichter bij de historische reconstructieschilderkunst, portretten, maar ook en vooral bij de genreschilderkunst. Vianelli werd de vertolker van een losse en lichte taal, die op de Salon zeer gewaardeerd werd door critici, verzamelaars en liefhebbers. Dankzij zijn perfect uitgewerkte tekeningen en kleuren en de keuze van aangename thema's, maakte zijn grote vaardigheid in het weergeven van licht hem beroemd in 1878, toen hij Nelle Quinte op de Salon tentoonstelde, een aquarel geschilderd bij kaarslicht.
Maar 1879 was het jaar dat Alberto Vianelli's bekering tot de genreschilderkunst markeerde met de presentatie van Follia. Het schilderij toont een gemaskerde vrouw liggend op een sofa, net ontwaakt na een nacht van waanzin en feestvreugde; Het thema zou gemakkelijk kunnen verwijzen naar een ochtendtafereel van een Parijse edelvrouw, dus het was meteen een succes. 
Zoals ook Cinquecento / Cinq Cents / The Card Game uit 1880, waarin twee dames worden afgebeeld terwijl ze een kaartspel spelen. Tot de andere genrestukken van Vianelli behoorden het schilderij L’estate diponte, aangekocht door de Parijse kunsthandelaar Adolphe Goupil, Triste novelle, Portret van Madame V., Moederliefde, Intimiteit, De brief en Dolce far niente.
Tijdens zijn vele (studie)reizen bleef Vianelli schilderijen maken die dan geïnspireerd waren door de omgeving. In 1875 reisde hij zo naar Nederland waar hij o.m. in Haarlem het Frans Hals museum bezocht.
In het gezelschap van verschillende bevriende schilders, waaronder Vittorio Matteo Corcos, maakte Vianelli het schilderij Portret van Stella (1889) met een schilderende Corcos in de hoofdrol. Corcos maakte op zijn beurt in 1890 een portretschilderij van Vianelli.
In 1885 was Vianelli vertegenwoordigd met diverse werken op het Parijse Salon. Met het schilderij Un Giuri / Un Jury won hij een medaille van de eerste klasse. Dit schilderij, dat een vrouwelijke jury weergeeft in een intieme privéomgeving, werd naast het schilderij Une séance du jury de peinture (dat een mannelijke jury centraal stelt in een openbare ruimte) van Henri Gervex tentoongesteld. Hoewel vrouwelijke kunstenaars in het algemeen zichtbaarder werden in de maatschappij, waren hun rollen en de ruimtes waarin ze exposeerden nog steeds gendergerelateerd, hetgeen volgens kunsthistorica Tamar Garb goed werd geïllustreerd door beide schilderijen.

## Tentoonstellingen (selectie)
- Salon van Parijs (1877): tentoonstelling van zijn eerste schilderijen, twee kleine landschappen Fundarà ad Ischia en Avanzi del teatro romano a Benevento;
- Salon van Parijs (1878) en Venetië (1878): tentoonstelling van het olieverfschilderij L' Aieul, en een aquarel, met een scène bij kaarslicht, getiteld: Dans les coulisse;
- Salon van Parijs (1879): tentoonstelling van het olieverfschilderij Une follìe, met een jonge vrouw op een gemaskerd bal;
- Salon van Parijs (1880): tentoonstelling van het olieverschilderij Cinquecento / Cinq Cents / The Card Game, met twee dames die een kaartspel spelen;
- Salon van Parijs (1885), vervolgens in Amiens (1885): tentoonstelling van Un Giuri (waar het een medaille van de eerste klasse won) en het schilderij Un Jury;
- Salon van Parijs (1890): tentoonstelling van A Portrait of Ruth[15]
- Museo del Sannio in Benevento (2014): tentoonstelling van 1 werk van Alberto en 11 werken van zijn vader Achille.

## Werken in musea
- Musée d'Orsay, Parijs;[16]
- Metropolitan Museum of Art, New York;
- Courtauld Institute of Art, Londen
- Museum del Sannio, Benevento, Italië

Het Museum del Sannio in Benevento beschikt over een grote verzameling van de werken van Alberto Vianelli en zijn vader Achille Vianelli.
In 2014 hebben de provincie Benevento en het Museum van Sannio, onder curatorschap van Vega De Martini en Ferdinando Creta, twee tentoonstellingen, inclusief catalogus, gewijd aan "Achille Vianelli: Van Posillipo tot Santa Sofia. Benevento-onderwerpen uit de collecties van het Museum van Sannio" (juli 2013) en "Achille en Alberto Vianelli en de Italiaanse figuratieve cultuur" (juni 2014). De tentoonstelling van 2014 verkende de poëtische en zonnige aspecten van de Amalfikust, met name Ischia (eiland), de kerk van de Madonna del Soccorso in Forio en het Colosseum.

## Galerij

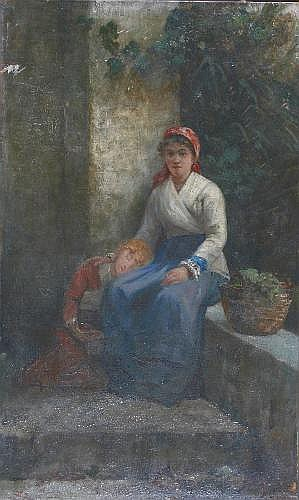
Mother and child
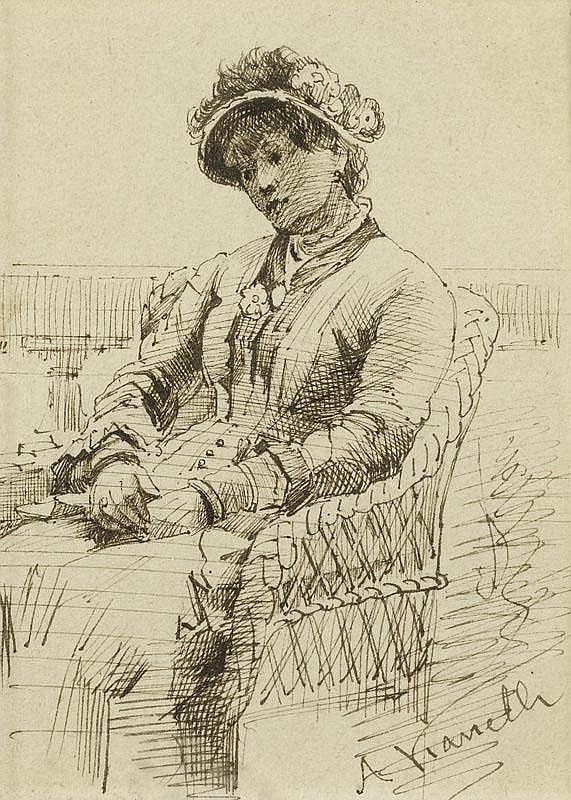
Woman in a wicker chair
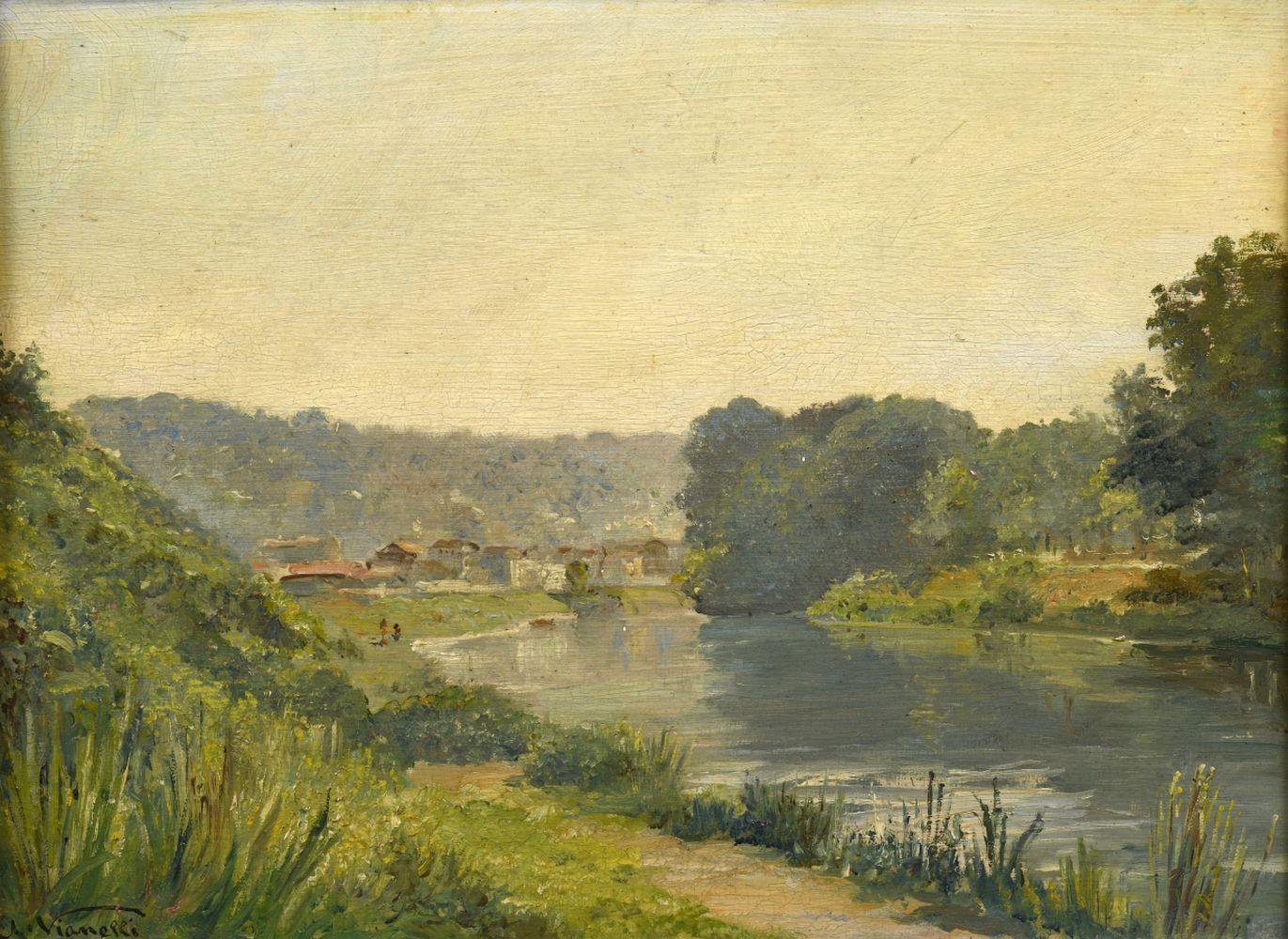
La Seine aux Moulineaux
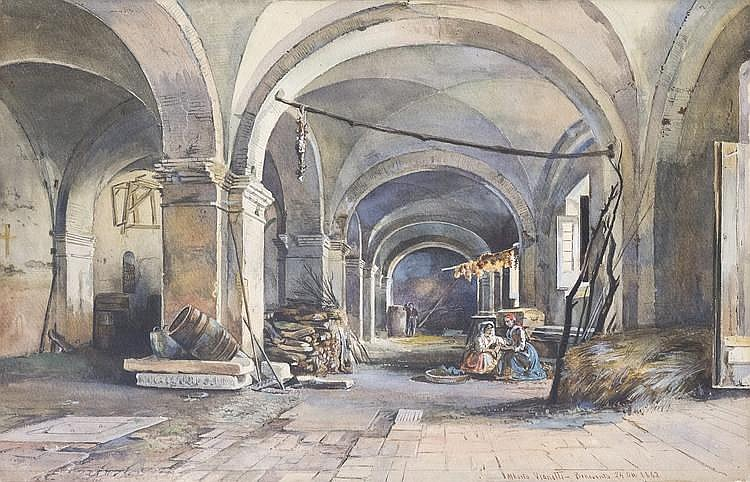
Benevento, Confidences in the Darkness of the Cellars
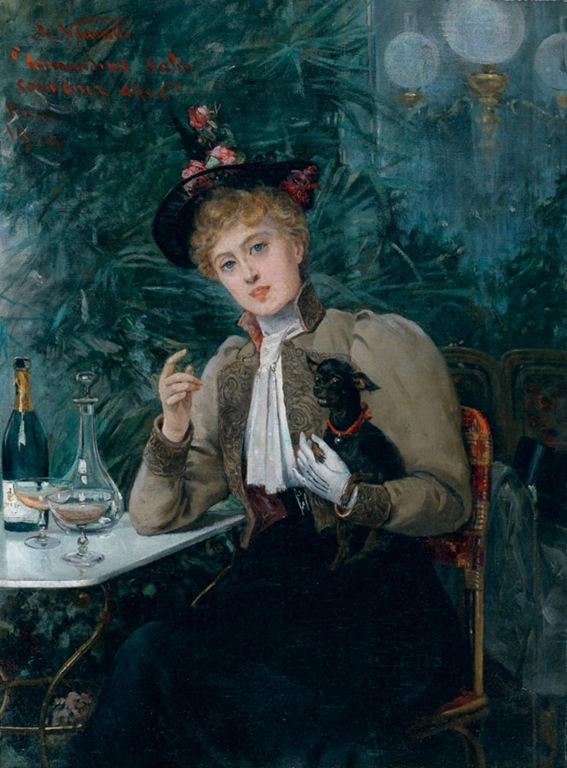
Lady with a Dog

## Trivia
- Vianelli was de kleinzoon van Giovan Battista Vianelli, een Venetiaanse, Napoleontische consulaire agent die zijn achternaam had verfranst tot “Vianelly” als eerbetoon aan zijn vrouw. Zijn grootvader Giovan Battista Vianelli, oorspronkelijk afkomstig uit Veneto, was getrouwd met een Parijzenaar en veranderde daarom zijn naam in Vianelly of Viennelly. Hij nam de Franse nationaliteit aan en werd Napoleons consulair agent in Porto Maurizio. Achille behield zijn nieuwe achternaam en Franse nationaliteit tot na 1938.[6]

- Zijn vader gaf schilderles aan de koning Lodewijk Filips. Om deze reden woonde Achille Vianelli tijdelijk in Frankrijk, tot 1846.

- Zijn tante Flora, trouwde in 1826 met Teodoro Witting, een Duitse landschapsschilder en graveur die in Napels werkte. Vianelli’s andere tante, Eloisa, werd in 1831 de vrouw van Giacinto Gigante. De neef Gustavo Witting, zoon van Flora en intrinsiek verbonden met de familie Gigante, was eveneens landschapsschilder en behoorde tot de late epigonen van de School van Posillipo.[18]

- Alberto Vianelli kreeg in 1887 de titel van Ridder in de Orde van de Kroon van Italië